# Ludwig Engels
Ludwig Engels (Düsseldorf, 11 de dezembro de 1905 — São Paulo, 10 de janeiro de 1967) foi um enxadrista brasileiro nascido na Alemanha.
Em agosto de 1939 viajou para a Argentina a fim de participar da 8ª Olimpíada [carece de fontes?], como 3° tabuleiro (+12 –0 =4) da equipe germânica, vencedora da competição. No mesmo dia em que se iniciava a fase final deste memorável torneio, em 1 de setembro, começava também a Segunda Guerra Mundial na Europa. Muitos jogadores europeus ficaram retidos na Argentina, impedidos de retornar a seus países de origem. Entre eles, Engels.
Em 1941 veio ao Brasil, convidado a participar do Torneio Internacional de Águas de São Pedro (3ş/4ş). Participou do Torneio Cidade de Recife, em 1947 (2ş), do Torneio International de São Paulo, em 1948 (4ş), do 3° Torneio Zonal Sulamericano do Rio de Janeiro, em 1957 (5ş/6ş) e do 4° Torneio Zonal Sulamericano de São Paulo, em 1960 (8ş/10ş). 						
Era instrutor do Clube de Xadrez São Paulo.